# Hymny
Hymny – zbiór ekspresjonistycznych hymnów Józefa Wittlina opublikowany po raz pierwszy w 1920 roku w Poznaniu. Utwory powstały w czasie oblężenia Lwowa w 1918 roku. Ich tematem jest wojna, nienawiść i czynione przez nią spustoszenie oraz pisarski apel o pokój i wyrzeczenie się broni. Był to debiutancki tom poetycki tego autora. 

## Okoliczności powstania
W 1918 roku, po zwolnieniu z wojska Wittlin udał się do Lwowa, gdzie podjął studia. Tam też zastały go walki o miasto pomiędzy Ukraińcami i Polakami, które rozpoczęły się w październiku 1918 roku. Doświadczenie wojny domowej i związanej z nią przemocy wstrząsnęło poetą. Pomiędzy październikiem a marcem, w czasie spacerów po obrzeżach miasta recytował i wykrzykiwał wiersze, które złożyły się na Hymny. W 1929 roku w eseju Ze wspomnień byłego pacyfisty Wittlin napisał, iż twórczość ta pozwoliła mu zachować równowagę psychiczną w ogarniętym wojną mieście.
Hymny ukazały się po raz pierwszy w 1920 roku w Poznaniu. W kolejnych wydaniach (1927, 1929, 1978) Wittlin wprowadzał znaczne zmiany do tekstów, przede wszystkim likwidując ślady języka młodopolskiego i łagodząc elementy ekspresjonistyczne.

## Treść i forma
Hymny Wittlina napisane są zgodnie z ideologią pacyfizmu – zawierają wyraziste potępienie wojny, a także obłudy władców i polityków, którzy skazują prostych ludzi na niegodną śmierć w imię szczytnych ideałów, a także dosadny obraz cierpień wojennych, na które składa się głód, długotrwały marsz, zmęczenie, wszy i w końcu – cierpienie i śmierć w wyniku ran. Zawierały także elementy franciszkanizmu, kierując się ku ludziom prostym i takim wartościom jak pogoda ducha, radość, pokora i dobro oraz braterstwo między ludźmi. Utwory realizują ponadto poetykę ekspresjonizmu – są silnie dysharmonijne, oparte na kontrastach (pokora-bunt, modlitwa-bluźnierstwo, szept-krzyk). 
W Hymnach licznie występują powtórzenia, hiperbole, wykrzykniki, rozbudowane, dynamiczne obrazy oraz personifikacje (np. Nienawiści). Archaizm i styl podniosły zestawiane są ze słownictwem potocznym. Pisane są wierszem wolnym o nieregularnej strofice.